# Chrysopa magica
Chrysopa magica är en insektsart som beskrevs av X.-k. Yang 1990. Chrysopa magica ingår i släktet Chrysopa och familjen guldögonsländor. Inga underarter finns listade i Catalogue of Life.